# Provinciale weg 505
De provinciale weg 505 (N505) is een provinciale weg tussen Hoogkarspel en Enkhuizen. De weg begint op N307 en N240. De N505 is het nieuwe wegnummer van de N302 tussen aansluiting Medemblik aan de N307 en Enkhuizen (N307). Dit wegnummer is op 13 november 2018 ingevoerd toen de nieuwe N307 ten zuiden van Hoogkarspel werd geopend. De route verloopt ten noorden langs Hoogkarspel en Stede Broec. De lengte van de N505 bedraagt ongeveer 10 kilometer.
De weg is een gebiedsontsluitingsweg met twee rijstroken en een maximumsnelheid van 80 km/h. De straatnaam van de weg is tussen de Markerwaardweg en Enkhuizen-Noord Drechterlandseweg en in Enkhuizen Randweg en Provincialeweg.

## Voormalige N505
Het wegnummer N505 werd eerder gebruikt op de weg tussen Andijk en Grootebroek, waar het op deze weg aansloot bij het kruispunt Bovenkarspel/Andijk.
N23 · N194 · N196 · N197 · N198 · N199 · N200 · N201 · N202 · N203 · N204 · N205 · N206 · N207 · N208 · N209 · N210 · N211 · N212 · N213 · N214 · N215 · N216 · N217 · N218 · N219 · N220 · N221 · N222 · N223 · N224 · N225 · N226 · N227 · N228 · N229 · N230 · N231 · N232 · N233 · N234 · N235 · N236 · N237 · N238 · N239 · N240 · N241 · N242 · N243 · N244 · N245 · N246 · N247 · N248 · N249 · N250 · N307

N401 · N402 · N403 · N404 · N405 · N406 · N407 · N408 · N409 · N410 · N411 · N412 · N413 · N414 · N415 · N416 · N417 · N418 · N419 · N420 · N421 · N439 · N440 · N441 · N442 · N443 · N444 · N445 · N446 · N447 · N448 · N449 · N450 · N451 · N452 · N453 · N454 · N455 · N456 · N457 · N458 · N459 · N460 · N461 · N462 · N463 · N464 · N465 · N466 · N467 · N468 · N469 · N470 · N471 · N472 · N473 · N474 · N475 · N476 · N477 · N478 · N479 · N480 · N481 · N482 · N483 · N484 · N487 · N488 · N489 · N490 · N491 · N492 · N493 · N494 · N495 · N496 · N497 · N498 · N501 · N502 · N503 · N504 · N505 · N505 (Andijk) · N506 · N507 · N508 · N509 · N510 · N511 · N512 · N513 · N514 · N515 · N516 · N517 · N518 · N519 · N520 · N521 · N522 · N523 · N524 · N525 · N526 · N527 · N806 · N830 · N848

Cursief vermelde wegen zijn voormalige Provinciale wegen